# Dekanat Biała

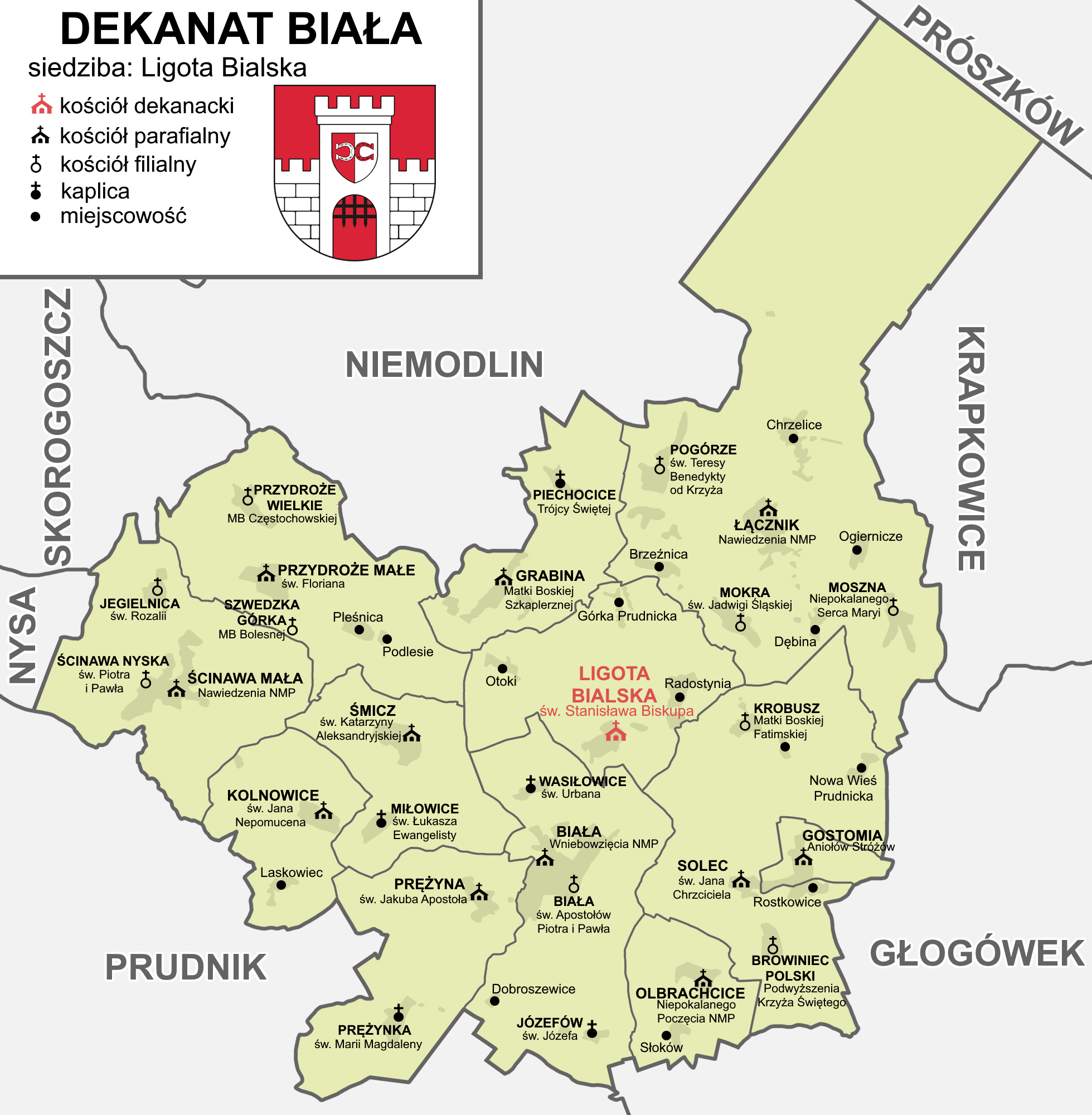
Mapa dekanatu Biała

Dekanat Biała − jeden z 36 dekanatów w rzymskokatolickiej diecezji opolskiej.

## Parafie
W skład dekanatu wchodzi 12 parafii:
- Parafia Wniebowzięcia Najświętszej Maryi Panny → Biała
- Parafia Aniołów Stróżów → Gostomia
- Parafia Matki Boskiej Szkaplerznej → Grabina
- Parafia św. Jana Nepomucena → Kolnowice
- Parafia św. Stanisława Biskupa → Ligota Bialska
- Parafia Nawiedzenia Najświętszej Maryi Panny → Łącznik
- Parafia Niepokalanego Poczęcia Najświętszej Maryi Panny → Olbrachcice
- Parafia św. Jakuba Apostoła → Prężyna
- Parafia św. Floriana → Przydroże Małe
- Parafia św. Jana Chrzciciela → Solec
- Parafia Nawiedzenia Najświętszej Maryi Panny → Ścinawa Mała
- Parafia św. Katarzyny Aleksandryjskiej → Śmicz

## Historia
Archiprezbiterat (odpowiednik dekanatu w dawnej diecezji wrocławskiej) w Białej był jednym z dwunastu na jakie w średniowieczu dzielił się archidiakonat opolski diecezji wrocławskiej.
W schematyzmie z 1842 wymieniono następujące samodzielne placówki duszpasterskie: Biała, Biała-Stare Miasto, Gostomia, Ligota Bialska, Łącznik, Prężyna, Ścinawa Mała, Śmicz, Wierzch. Według Schematismus des Bistums Breslau und seines Delegatur-Bezirks für das Jahr z 1863, wśród mieszkańców obszaru dekanatu Biała dominował język polski. Liczba wiernych wynosiła 24 764. Do dekanatu należały parafie: Solec, Wierzch, Ligota Bialska, Prężyna, Łącznik, Śmicz, Gostomia, Ścinawa Miała, Biała. W schematyzmie z 1907 podano nowo wyodrębnione samodzielne placówki duszpasterskie: Grabina, Kolnowice i Olbrachcice. Po II wojnie światowej parafia Biała-Stare Miasto została włączona do parafii w Białej.

### Język mieszkańców dekanatu[1]
- 1842 – polskie kazania („Predigt polnisch”)
- 1846 – po największej części – przeważnie język polski („Größtentheils polnische Sprache”)
- 1847 – w największej części (przeważnie) język polski
- 1849 – w największej części (przeważnie) język polski
- 1853 – w największej części (przeważnie) język polski
- 1855 – język polski
- 1857 – język polski i niemiecki
- 1859 – język polski i niemiecki
- 1863 – język polski
- 1887 – język polski i niemiecki
- 1891 – język polski i niemiecki
- 1902 – język niemiecki i polski
- 1907 – język niemiecki i polski
- 1912 – język niemiecki i polski
- 1929 – brak danych

## Duchowni pochodzący z dekanatu
- Karl Augustin (Olbrachcice; 1847–1919) – biskup pomocniczy wrocławski
- Władysław Robota (Gostomia; 1872–1939) – ksiądz, działacz narodowy i społeczny
- Kolumban Sobota (Gostomia; 1881–1949) – franciszkanin, komisarz prowincjalny prowincji Wniebowzięcia NMP Zakonu Braci Mniejszych
- Franciszek Górek (Rostkowice; 1882–1942) – ksiądz, popularyzator wiedzy rolniczej
- Wacław Wycisk (Olbrachcice; 1912–1984) – biskup pomocniczy opolski
- João Batista Przyklenk (Pogórze; 1916–1984) – misjonarz Świętej Rodziny

## Zgromadzenia zakonne
- Biała – oo. Kamilianie
- Grabina – ss. Elżbietanki